# Sangay (vulkaan)
De Sangay is een actieve vulkaan in de Andes van Ecuador. De vulkaan is 5.230 meter hoog, en ligt in de provincie Morona-Santiago, op ongeveer 200 kilometer ten zuiden van Quito, in een slecht toegankelijk deel van het Nationaal park Sangay. Dit park is genoemd naar de vulkaan.
De Sangay is de meest zuidelijk gelegen vulkaan van Ecuador, en ook de actiefste van het land. Sinds 1934 is de vulkaan steeds in mindere of meerdere mate actief, waardoor het landschap rond de vulkaan ook steeds in verandering is. De eerste geregistreerde uitbarsting dateert van 1628.